# Di mo
El dimo (en chino= 笛膜, en pinyin= dímó) es un especial de membrana aplicada a la flauta travesera china llamado dizi (o di), dando al instrumento su característico timbre en forma de zumbido.

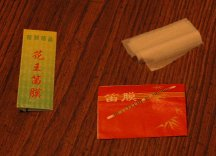
Di mo con sus papeles de embalaje

El Dimo, es realizado a partir del tejido de la membrana fina del interior de una variedad específica de bambú. Sólo un pequeño rectángulo se necesita por cada vez, por lo que para su aplicación, se corta una sección pequeña del final de la manga de di mo.
La flauta travesera coreana de bambú, llamada daegeum tiene un zumbido similar. Los sogeum y junggeum coreanos; y el khlui tailandés tambiéntenían estas membranas, pero no son utilizados hoy en día.

## Aplicación
El di mo se aplica al agujero de la membrana (o Mo kong) de la dizi usando un pegamento tradicional llamado Ejiao. Una de las ventajas del ejiao es que el pegamento es soluble en agua, de modo que pueda mojarse para volver a ajustar el di mo.

Después de aplicar el pegamento alrededor de la mo kong, el di mo se aplica y, a continuación, se ajusta, mientras que el pegamento está todavía húmedo, de modo que se forman pliegues en una secuencia a lo largo de la longitud del agujero. Cada pliegue debe ser paralelo al anterior, cruzando el agujero de forma horizontal, de manera que juntos forman una especie de pliegue o corrugación.
Debe ser utilizado rápidamente.
Aunque el propósito de la aplicación del di mo es simplemente para hacer la dizi operativa, la técnica de aplicación es considerada un arte en sí mismo.